# Liste der Kulturdenkmale in Haselbach (bei Altenburg)
In der Liste der Kulturdenkmale in Haselbach sind die Kulturdenkmale der ostthüringischen Gemeinde Haselbach im Landkreis Altenburger Land aufgelistet. Diese Liste basiert auf der Denkmalliste der Unteren Denkmalschutzbehörde des Landkreises mit Stand vom 10. August 2015. Die hier veröffentlichte Liste besitzt informativen Charakter und ist nicht rechtsverbindlich. Insbesondere können in Einzelfällen auch Objekte Kulturdenkmal sein, die (noch) nicht in der Liste enthalten sind.

## Haselbach
| Bild                                    | Bezeichnung    | Lage                          | Datierung | Beschreibung                                              | ID |
| --------------------------------------- | -------------- | ----------------------------- | --------- | --------------------------------------------------------- | -- |
| Direkt Bild zu diesem Denkmal hochladen | Kriegerdenkmal | Fabrikhof der Grube Adelheid  |           | 1914–1918, Findlinge in Form eines Bogens zusammengesetzt |    |
| Fotos hochladen                         | Gemeindeamt    | Altenburger Straße 17 (Karte) |           | ehemalige Schule                                          |    |